# Jouvenceaux
Het Jouvenceaux is een skicomplex in Sauze d'Oulx en diende als accommodatie voor het freestyleskiën tijdens de Olympische Winterspelen 2006 in Turijn, waar het zo'n 80 kilometer van verwijderd is.
Jouvenceaux biedt plaats aan 8460 toeschouwers en beschikt over schansen voor de aerials en over een mogulbaan. Beide disciplines verschillen sterk van elkaar, maar de finishplaats bevindt zich voor beide onderdelen op dezelfde locatie. De banen voor de aerials en de moguls staan met elkaar in verbinding door midden van skiliften en ligt op zo'n 1509 meter in de vallei Val di Susa in het wintersportgebied Sportinia.